# Julius Löbe
August Julius Löbe (* 8. Januar 1805 in Altenburg; † 27. März 1900 ebenda) war ein sächsischer Linguist und Theologe. 

## Leben
Löbe wuchs im Altenburger Hause seiner Großeltern mütterlicherseits auf und besuchte 1817–1825 das Friedrichgymnasium in Altenburg. Später studierte er an der Universität Jena evangelische Theologie, Philosophie und Germanistik. 1825 wurde er im Corps Thuringia Jena aktiv. 1831 wurde er in Jena zum Dr. phil. promoviert. Am 8. Januar 1881 erhielt er durch die Universität in Jena die theologische Ehrendoktorwürde (Dr. theol. h.c.).
Löbe unterhielt seit seiner Studienzeit eine enge Freundschaft mit dem Linguisten Hans Conon von der Gabelentz, mit dem er 1831 die Gemeinschaftsarbeit an der Bibelübersetzung des Ulfilas begann. Er konnte einige bis dahin unbeachtete Lesarten dieser ersten Bibelübertragung in die gotische Sprache identifizieren. Das Ergebnis dieser Arbeit bestand in einem dreibändigen Werk über den Ulfilas, das heute noch bei Gotisten in Gebrauch ist: Teil I (Altenburg: Staufer) 1836, Teil II (Leipzig: Brockhaus) 1842–1846, Neudruck beider Teile (Hildesheim: Gerstenberg) 1980. Zeitgleich ergab sich der Kontakt Löbes mit dem Drucker, Verleger und Buchhändler Heinrich August Pierer, dem Begründer von Pierers Universallexikon, an dem Löbe fortan mitarbeitete. Im Alter von 81 Jahren begann Löbe mit seinem Sohn Ernst Conon Löbe (Namensgeber war hier der oben erwähnte Hans Conon von der Gabelentz, den Löbe um ein Vierteljahrhundert überlebte) eine detaillierte Geschichte der Kirchen und Schulen des Herzogtums Sachsen-Altenburg mit besonderer Berücksichtigung der Ortsgeschichte, die von 1886 bis 1891 in drei Bänden erschien. Löbe verfasste auch viele Rezensionen und war bis ins 96. Lebensjahr wissenschaftlich tätig.
Sein ältester Sohn war der evangelische Theologe und  Historiker Ernst Conon Löbe (1835–1920), Superintendent in Roda; sein dritter Sohn war Victor Loebe, Gymnasiallehrer und Chronist in Putbus.

## Mitgliedschaften
Julius Löbe war Mitglied der Deutschen Morgenländischen Gesellschaft.

## Schriften (Auswahl)
- Beschreibung und Geschichte der Residenzstadt Altenburg und ihrer Umgebung. 2. Auflage. Altenburg, 1848 (Digitalisat).
- Hans Conon von der Gabelentz; Julius Loebe: Uppström’s Codex Argenteus: eine Nachschrift zu der Ausgabe des Ulfilas. Leipzig, 1860 (Digitalisat).